# Sopot Curling Club
Sopot Curling Club Wa ku’ta – klub curlingowy z siedzibą w Sopocie.
Swoją formalną działalność rozpoczął w 2004 roku. Ze względu na brak odpowiedniego sprzętu do gry – kamieni, początkowo jedyną możliwością treningu dla członków klubu były organizowane wyjazdy do Warszawy oraz na turnieje, w tym m.in. Mistrzostwa Polski w curlingu w 2004 roku, w których debiutujące drużyny zdobyły 5 miejsce w kategorii kobiet oraz 9 wśród mężczyzn.
W listopadzie 2005 do Sopotu zawitał pierwszy komplet kamieni curlingowych. W tym samym miesiącu klub rozpoczął regularne treningi na Hali Olivia w Gdańsku.

## Sukcesy

### Seniorzy
- Mistrzostwa Polski mężczyzn 2008: 2 miejsce (SCC Wa ku'ta Sopot Blues Brothers)[3]
- Mistrzostwa Polski mężczyzn 2009: 1 miejsce (Sopot CC Wa ku'ta Blues Brothers)[4]
- Mistrzostwa Polski mężczyzn 2013: 3 miejsce (Sopot CC Wa ku’ta Jasiecki)[5]
- Mistrzostwa Polski mężczyzn 2014: 1 miejsce (Wa ku'ta Sopot Curling Team)[6]
- Mistrzostwa Polski mężczyzn 2015: 3 miejsce (Sopot Curling Team)[7]